# Barbara Clark
Barbara Clark (Coronation, 24 settembre 1958) è un'ex nuotatrice canadese.
Specializzata nello stile libero, ha vinto la medaglia di bronzo nella staffetta 4x100 m sl alle Olimpiadi di Montreal 1976.

## Palmarès
- Olimpiadi
  - Montreal 1976: bronzo nella staffetta 4x100 m sl.